# Picaflors de Halmahera
El picaflors de Halmahera (Dicaeum schistaceiceps) és un ocell de la família dels diceids (Dicaeidae).

## Hàbitat i distribució
Habita els boscos de les terres baixes de les illes Moluques, a Morotai, Halmahera, Batjan i Obi.